# 糸乱記
『糸乱記』（しらんき）は、江戸時代の享保年間（1720年頃）に堺商人の高石屋通喬によって書かれたとされる手記。全7巻。現在は写本のみが残されている。

## 概要
貞享2年（1685年）、江戸幕府が明暦元年（1655年）に廃止して以来、30年ぶりに糸割符を再開するにあたって、堺の糸割符仲間の選定にあたって新興商人が多く選ばれ、明暦以前の旧仲間の商人がほとんど排除されたことをきっかけに、排除された旧仲間側商人が堺奉行に抗議、だが堺奉行から相手にされなかったことから、江戸に出て三奉行や老中に直接、救済を訴えた。その結果、元禄2年（1689年）になって堺奉行の交替と旧仲間商人を糸割符仲間に追加することで事態が収拾された。著者は旧糸割符仲間の立場から町人が幕府権力に抵抗して要求を認めさせた経緯を描いている。元禄文化を代表する記録文学とされている。